# Grunts
Grunts è un film pornografico gay del 2007 prodotto da Raging Stallion Studios in collaborazione con la compagnia video-on-demand NakedSword.
Con un budget importante che ruota attorno ai 250.000 dollari, il film include 40 scene e oltre 12 ore di girato. Per il tema militare del film, i produttori hanno assunto modelli con reali esperienze militari alle spalle, in particolare Ricky Sinz, per interpretare al meglio un gruppo di reclute in un campo base, alle prese con l'addestramento militare e sessuale. Le riprese hanno avuto luogo nella California del Nord per circa tre settimane.
Tutto il girato è stato suddiviso in tre film, da due DVD ciascuno, distribuiti nel febbraio 2008. I tre film sono intitolati: Grunts: The New Recruits, Grunts: Brothers in Arms e Grunts: Misconduct.
Il film è stato distribuito anche in un box composto da sei dischi, che oltre ai tre film include il film di genere fisting Grunts Fisting: Army of Me e 5 ore di contenuti speciali, interviste e dietro le quinte della lavorazione.

## Premi
- Grabby Awards 2008[3]
  - Best Video
  - Best Solo Sex Scene (Ricky Sinz)
  - Best Duo Sex Scene (Ricky Sinz e Roman Ragazzi)
  - Best Actor (Jake Deckard)
  - Best Supporting Actor (Ricky Sinz)
  - Best Art Direction
  - Best Director (Chris Ward e Ben Leon)
  - Best DVD Extras
  - Best Videography (Ben Leon)
- GayVN Awards 2008[4]

- - Best Solo Performance (Ricky Sinz)
  - Best Still Photographer (Kent Taylor e Geof Teague)
  - Best Editing (Chris Ward e Ben Leon)
  - Best DVD Extras/Special Edition
  - Best Supporting Actor (Ricky Sinz)
  - Best Sex Scene - Duo (Ricky Sinz e Roman Ragazzi)
  - Best Actor (Jake Deckard)
  - Best Picture
- Hard Choice Awards 2008[5]
  - Best Film - USA
  - Best Director - USA (Chris Ward e Ben Leon)
  - Best Actor - USA - Runners up (Jake Deckard e Ricky Sinz)
  - Best Film Editing - Hon. Mention
  - Best Solo (Ricky Sinz)
  - Best Butt Parade